# أحمد الجوهري
أحمد الجوهري (وُلد سنة 1096 هـ، تُوفي سنة 1182 هـ) هو الشيخ أحمد بن الحسن بن عبد الكريم بن محمد بن يوسف بن كريم الدين الكريمي الخالدي الشافعي الأزهري الجوهري، وهو عالم مُسلم مصري.
ترجم له الجبرتي في «عجائب الآثار» وقال: «... الإمام الفقيه المحدث الأصولي المتكلم شيخ الإسلام وعمدة الأنام الشيخ أحمد بن الحسن بن عبد الكريم بن محمد بن يوسف بن كريم الدين الكريمي الخالدي الشافعي الأزهري الشهير بالجوهري وإنما قيل له الجوهري لأن والده كان يبيع الجوهر فعرف به ولد بمصر سنة 1096 واشتغل بالعلم وجد في تحصيله حتى فاق أهل عصره ودرس بالأزهر وأفتى نحو ستين سنة...».
كما ترجم له إسماعيل باشا البغدادي في كتابه «كشف الظنون» وقال: «أحمد بن الحسن بن عبد الكريم بن محمد بن يوسف ابن كريم الدين الكريمي الخالدي الأزهري الشهير بالجوهري الشافعي ولد سنة 1096 وتوفي سنة 1182 اثنتين وثمانين ومائة وألف له من التصانيف حاشية على عبد السلام. خالص النفع في بيان المطالب السبع من علم الكلام رسالة في الأولية. رسالة في حياة الأنبياء في قبورهم. رسالة في الغرانيق. منقذة العبيد من ربقة التقليد. هداية الراشدين والمسترشدين لحل شرح السنوسي على أم البراهين وغير ذلك». وأحد تلامذته هو محمد بن سليمان الكردي. كما يُنسب له مزار في القاهرة بمصر.
وهو حسني من جهة أمهات آبائه وزوجته من ذرية الإمام الحسين. وجد والدته هو الشيخ عمر العمري التونسي المغربي شيخ رواق المغاربة في منتصف القرن السابع عشر الميلادي شارح البخاري في كتابه «المصابيح على الجامع الصحيح». والشيخ الجوهري هو من أئمة المحدثين في مصر القرن الثامن عشر الميلادي وأحد عالمين اختارهما عبد الرحمن كتخدا القازدغلي حاكم مصر في منتصف القرن الثامن عشر لكي يتأكدا من وجود رأس الإمام الحسين في المشهد الحسيني حتى يقوم بترميم المشهد.

## هوامش
1. 1 2 3  البغدادي، إسماعيل باشا؛ اعتنى به: محمد عبد القادر عطا. كشف الظنون عن أسامي الكتب والفنون ويليه إيضاح المكنون ويليه هدية العارفين. ج. المجلّد السادس. ص. 161. مؤرشف من الأصل في 2021-08-10.
2. 1 2  عبد الرحمن بن حسن الجبرتي المؤرخ (1405هـ / 1985م). تاريخ عجائب الآثار في التراجم والأخبار (ط. الأولى). بيروت: دار الجيل. ج. الجُزء الأول. ص. 364. مؤرشف من الأصل في 28 أغسطس 2021. {{استشهاد بكتاب}}: تحقق من التاريخ في: |سنة= (مساعدة)
3. ↑  كامل سلمان الجبوري (2003). معجم الأدباء من العصر الجاهلي حتى سنة 2002م. بيروت: دار الكتب العلمية. ج. 1. ص. 126. ISBN:978-2-7451-3694-7. LCCN:2003489875. OCLC:54614801. OL:21012293M. QID:Q111309344.
4. ↑  أنس الكتبي (1993). أعلام من أرض النبوة (ط. الأولى). المدينة، السعودية: الخزانة الكتبية الحسنية الخاصة. ص. 344-352.
5. ↑  "بالصور| مقام "الجوهري".. منزلة الإمام لم تمنع الإهمال من الزحف نحو الضريح". الوطن. مؤرشف من الأصل في 2019-09-23.
6. ↑  حسين، هند فكري محمد (2006).! السادة الجوهرية في الفترة من 1187 هـ - 1332 هـ / 1774م- 1914م: دراسة أرشيفية ودبلوماتية. رسالة ماجستير غير منشورة. قسم الوثائق والمكتبات، كلية الآداب، جامعة القاهرة.
7. ↑  الجبرتي، عبد الرحمن بن حسن (1998). تحقيق: عبد الرحيم، د. عبد الرحيم عبد الرحمن. عجائب الآثار في التراجم والأخبار. القاهرة: دار الكتب المصرية.
8. ↑  ماهر، د. سعاد: مساجد مصر وأولياؤها الصالحون ج1. القاهرة: المجلس الأعلى للشؤون الإسلامية. ص 377. الحسيني، عثمان مدوخ. (1305 هـ). العدل الشاهد في تحقيق المشاهد. القاهرة: المكتبة الأزهرية للتراث.